# Catharina Helena Dörrien
Catharina Helena Dörrien (Hildesheim, 1 maart 1717 - Dillenburg, 8 juni 1795) was een Duitse botanicus en lerares, erkend als "de meest gevierde Duitstalige vrouwelijke natuuronderzoeker van die periode".
Ze was een getalenteerde kunstenaar die meer dan 1.400 botanische aquarelillustraties schilderde en in 1777 een catalogus met planten van het Vorstendom Oranje-Nassau publiceerde. Ze was ook de eerste vrouw die een schimmeltaxon noemde.

## Vroege leven
Dörrien was de dochter van dominee Johann Jonas Dörrien en Lucia Catharina (née Schrader) en was de tweede van hun vier kinderen. Johann gaf zijn kinderen thuisonderwijs, ook in de botanie. Dörrien nam het beheer van het ouderlijk huis over nadat haar moeder in 1733 stierf; haar vader stierf vier jaar later.

## Carrière
Dörrien verliet Hildesheim en begon in 1746, toen ze 30 was, als gouvernante in Dillenburg voor haar jeugdvriendin Sophie Anna Blandina (née von Alers). Dörrien schilderde aanvankelijk voor haar plezier, maar werd aangemoedigd door Sophie's echtgenoot, Anton Ulrich von Erath, om illustraties van de planten in het vorstendom Oranje-Nassau te creëren. Dörrien produceerde de catalogus in 1777 en was een van de eerste Duitsers die de classificatie van Linnaeus gebruikte. In de catalogus introduceerde ze twee variëteiten, waarmee ze de eerste vrouw was die een schimmeltaxon noemde.

## Onderscheidingen
Dörrien was erelid van talrijke verenigingen: erelid van de Societatis Botanicae Florentinae (Botanische Vereniging van Florence, vanaf 1766), de Gesellschaft Naturforschender Freunde zu Berlin (Berlijnse Vereniging van Natuurvrienden, vanaf 1776), het eerste vrouwelijke lid van de Berlinischen Gesellschaft (Berlin Society, vanaf 1776) en de Botanischen Gesellschaft zu Regensburg (Regensburg Botanical Society, vanaf 1790).
Doerriena, een geslacht is vernoemd naar Dörrien.

## Publicaties
Dörrien CH (1770a). Von der Fragaria sterilis. Hannoverisches Magazin 8 (35): 557–560.
Dörrien CH (1770b). Von den Wurzeln der Cuscuta. Hannoverisches Magazin 8 (56): 891-896.
Dörrien CH (1773). Erfahrung von verschiedenem Ungeziefer, welches den Salat verfolget, und den Mitteln dagegen. Dillenburgische Intelligenz-Nachrichten 5 juni: 153–154.
Dörrien CH (1777) [als '1779']. Verzeichniß und Beschreibung der sämtlichen in den Fürstlich Oranien-Naussauischen Landen wildwachsenden Gewäche . Bey Christian Gottfried Donatius, Lübeck, Duitsland. [TL-2 31.113, 2 edities]
Dörrien CH (1785). Nachrichten von Katharina Helena Dörrien, von ihr selbst erzählt, in einem Briefe an Herrn Professor Seybold . Magazin für Frauenzimmer 1785 (4): 125-135.

## Verder lezen
- Viereck, Regina. (2000). Zwar sind es weibliche Hände: Die Botanikerin und Pädagogin Catharina Helena Dörrien (in het Duits). ISBN 9783593365800